# 类毛瓣虎耳草
类毛瓣虎耳草（学名：Saxifraga montanella）为虎耳草科虎耳草属下的一个种。

## 扩展阅读
- 維基物種上的相關：类毛瓣虎耳草